# Jean-François-Marie Delaître
Ne doit pas être confondu avec Guillaume Joseph Norbert Delaistre.
Pour les articles homonymes, voir Delaitre.
Jean-François Marie, baron Delaître (parfois écrit Delaistre), né le 11 juillet 1766 à Paris où il est mort le 13 avril 1835, est un homme politique français.

## Biographie
Jean-François Delaître nait à Paris le 11 juillet 1766. Il est le fils aîné de Bernard Delaître,  directeur des fermes du roi (1766-1770), directeur général des entrées de Paris (1776), anobli en 1777 par l'achat d'une charge de secrétaire du Roy, Maison couronne de France et finances, et Elisabeth Raymond. Il a deux frères  Bernard-Jean-Etienne Delaître (1770-1847), député à la chambre introuvable, Antoine Charles Bernard Delaître (1776-1838), général d'Empire, et une sœur Thérèse Delaître (1780-1821), religieuse visitandine. 
Il est reçu élève d’artillerie en 1782, il démissionne en 1783.
En 1785, il est nommé contrôleur général des fermes du Roi, en 1787, inspecteur général des entrées de Paris.
Le 31 juillet 1791, il est nommé commissaire du Roi pour de la fabrication des assignats puis administrateur général de la fabrication le 23 juin 1792. À la mort de son père, assassiné, lors d'une émeute populaire, le 26 octobre 1792, le jeune Jean-François se trouve chargé de famille. Il quitte Paris pour l'Épine, dans la commune d'Itteville, où la famille possède une importante filature de coton. En bon administrateur, il la fait prospérer, améliorant les conditions de travail et gagnant en popularité dans la région. Son savoir-faire lui vaut une médaille d'or à l'exposition des produits de l'industrie de septembre 1801 à Paris.
Le 23 ventôse de l'an VIII (14 mars 1800), il est nommé préfet d'Eure-et-Loir, poste qu'il occupera pendant 13 années. Il institue un prix scolaire qui en 1807 est remporté par le collégien (École centrale de Chartres) François-André Isambert pour avoir rédigé "une ode sur la Paix".
En récompense des services rendus en tant que préfet, il reçoit le titre de baron d'Empire, le 31 janvier 1810. Le 12 mars 1813, il est nommé mais non installé, préfet de l'Escaut, puis préfet de Seine-et-Oise, le 13 janvier 1814. Le 11 mai 1815, il est élu à la chambre des représentants par le collège d'Eure-et-Loir.
À l'issue des Cent-Jours, il perd son poste de préfet mais Louis XVIII le fait néanmoins commandeur de la Légion d'honneur, le 26 février 1816, et confirme son titre de baron, le 2 août 1817. À partir de 1816, Jean-François Delaître est élu député de Seine-et-Oise (de 1816 à 1820, puis de 1821 à 1824). Sa famille politique est dans l'opposition, au centre gauche. Il s'oppose aux excès des ultra-royalistes. Il vote en 1819 contre les lois d'exception et fait partie des 95 opposants à la modification de la loi électorale destinée à favoriser la droite. 
Il est nommé membre du Conseil général de Seine-et-Oise de février 1819 à juillet 1829. 
Il est admis à la retraite comme préfet le 30 janvier 1828.
Marié avec Charlotte Henriette Sophie Verneaux (veuve en premières noces de Jean Louis Delagarde), il meurt à Paris le 13 avril 1835. Il eu un fils de sa relation avec Charlotte Vanhove.

## Hommage
Lors de son départ de la préfecture d'Eure-et-Loir, un acrostiche signé D.L.V. lui est dédié :

« Dans tous nos cœurs, hélas ! habite la tristesse :
En vain nous avons pu conserver une fois
L'auguste magistrat, dont la haute sagesse
Affermit, parmi nous, le bon ordre et les lois ;
Il cède aux vœux puissants d'un prince magnanime,
Toujours juste et soigneux d'honorer les talents,
Respectable Préfet, digne de tant d'estime,
Eure-et-Loir espérait te garder plus longtemps ! »

## Mandats de député
- 11 mai 1815 - 13 juillet 1815 : Eure-et-Loir
- 4 octobre 1816 - 24 décembre 1823 : Seine-et-Oise - Centre/Royalistes constitutionnels